# 清治台灣歷史年表
臺灣清朝时期歷史年表，起自1683年明鄭延平王鄭克塽舉國降清，終於1895年臺灣民主國成立，前後歷經了8位清朝皇帝的統治時期，共計212年，為目前臺灣歷史上最長的歷史時代。

## 歷史年表

### 康熙（1683－1722）
- 二十二年（1683年）
  - 7月8日到16日，施琅率领清军于澎湖海战击溃了刘国轩的水师主力。
  - 七月十五日（新历9月5日），明鄭旧臣冯锡范将郑克塽送交施琅。郑克塽向施琅投降，随后前往京师，被康熙皇帝封为海澄公，隶属汉军正红旗。清朝將台湾納入版圖。
  - 八月十八日（10月8日），台湾开始实行剃发易服。
- 二十三年（1684年）
  - 4月14日（西曆5月27日），台湾正式纳入清國版图，隶属福建省，下设台湾县、凤山县、与诸罗县三个县，府治设在今台南市。
- 五十七年（1718年），蓝廷珍升任南澳总兵，返乡论及镇守南澳事宜，蓝鼎元乃上书数千言，
- 六十年（1721年），台湾爆发朱一贵事件，朱一贵起兵反抗清庭统治，攻下台湾府城（今台南市），复国号大明，年号“永和”，且废除满服、长辫剪断，恢复明朝时的服装及传统汉人的发式，俗稱朱一貴鴨母王傳奇，又延伸出俗語「五月稱永和，六月還康熙」。蓝廷珍奉令平台，蓝鼎元奉邀随行。

### 雍正（1723－1735）
- 元年（1723年），台厦道更名为台湾道，下辖一府四县一厅：将诸罗县之虎尾溪以北增设彰化县，另设淡水同知兼巡北路。
- 五年（1727年），台湾道正式与厦门分离，并将道署移署于台南。台湾道设一府四县二厅。
- 九年（1731年），彰化县之大甲溪以北正式划归淡水厅。
- 九年（1731年）
  - 年末，暴发大甲西社番乱。

### 乾隆（1736－1795）
- 十二年（1748年）
  - 十二月初八（1月8日），彰化縣內凹庄及柳樹湳兵民被兇番焚殺案[1]。
- 五十二年（1787年），因林爽文事件，为嘉奖诸罗县协助平乱之百姓而将诸罗县改为嘉义县(嘉其忠義)。但大体上，清廷的治台政策，主要仍是依循内地的统治情况，视情况先鼓励人民开垦，其后再由官方在随后设置行政单位，或是依据军事的需求来调整。此种策略一直到1874年日军在牡丹社事件中犯台之后，才有所改变。

### 嘉慶（1796－1820）
- 十六年（1811年），宜兰地区因吴沙率领群众开垦，並侵略佔領葛瑪蘭族土地，使人数之和达数万之多，应居民要求故又增设噶玛兰厅，之后并重新划分区划。
- 十七年（1812年），增设噶玛兰厅。

### 道光（1821－1850）
- 二十一年（1841年）
  - 九月起，英国舰队数度出现臺湾外海，试图占领北部基隆港与西海岸中部梧栖港，但都没有成功。

### 咸豐（1851－1861）
- 四年（1854年）
  - 七月，刚与日本缔结亲善条约由培理率领的美国东洋舰队在基隆港停泊约十日间，借口搜寻失踪水兵，登陆勘查基隆煤矿。
- 八年（1858年）
  - 六月，缔结天津条约。依据天津条约，清政府将台湾的淡水 （1862年）、基隆（1863年）安平、打狗（今日之高雄）均于1864年陆续开放，并且允许宣教士来台传播基督教。

### 同治（1862－1874）
- 元年（1862年）
  - 正月（1月30日），大地震。[2]
  - 三月，戴潮春於彰化縣起事，攻克縣城，殺死兵備道孔昭慈，並繼續攻打嘉義、大甲等地，迅速擴張至全臺。[3]
  - 五月十一日（6月7日）戌刻，臺南、嘉義一帶發生強烈地震，房屋倒塌、臺民死傷慘重。[4]
- 六年（1867年），李仙得于厦门领事任内，与南台湾的原住民酋长卓杞笃之间缔结有关救助海难的条约。
- 十年（1871年），发生琉球宫古岛的居民六十六名漂流至南台湾恒春半岛、其中五十四名被高士佛社的排湾族原住民杀害、剩下十二名脱险返国的“宫古岛民台湾遇害事件”。
- 十三年（1874年），日本攻打台湾牡丹社原住民，即“牡丹社事件”。
  - 十月，建延平郡王祠，祭祀延平王鄭成功以及140位鄭氏諸臣。[5]

### 光緒（1875－1895）
- 元年（1875年），台湾增设为二府八县四厅。
- 四年（1878年），噶玛兰族联合撒奇莱雅族与清兵对抗，发生加礼宛事件（亦称达固湖湾事件）。
- 十年（1884年）
  - 四月，爆发了中法战争，法国派舰队强行进入基隆港。
  - 八月，又登陆基隆将炮台加以破坏，并在市街游行威吓后撤退。
  - 九月，攻击基隆及淡水。
  - 十一月至翌年二月，期间反复地攻击基隆周围。
- 十一年（1885年）
  - 三月底，法军占领澎湖。
  - 十月，台湾独立建省，刘铭传被委任为第一任台湾巡抚。之后刘铭传在台湾进行了一系列基础设施建设，修建铁路（基隆－松山、八堵區間）等现代设施。
- 二十一年（1895年），清政府在甲午战争中战败，清日在日本下关签订了《马关条约》，清政府将台湾和澎湖之主权让给了日本，史称乙未割台。
  - 台灣末代巡撫唐景崧與士紳成立臺灣民主國，臺灣清治時期結束。